# Igrejas de madeira na parte eslovaca da zona dos Cárpatos
Igrejas de madeira na parte eslovaca da zona dos Cárpatos é o nome com o que a Unesco define a nove igrejas de madeira construídas entre os séculos XVI e XVIII em oito localidades diferentes da Eslováquia. Se incluem duas igrejas católicas (Hervartov, Tvrdošín), três protestantes (Hronsek, Leštiny, Kežmarok) e três ortodoxas gregas (Bodružal, Ruská Bystrá, Ladomirová) além de um campanário em Hronsek.

## Galeria

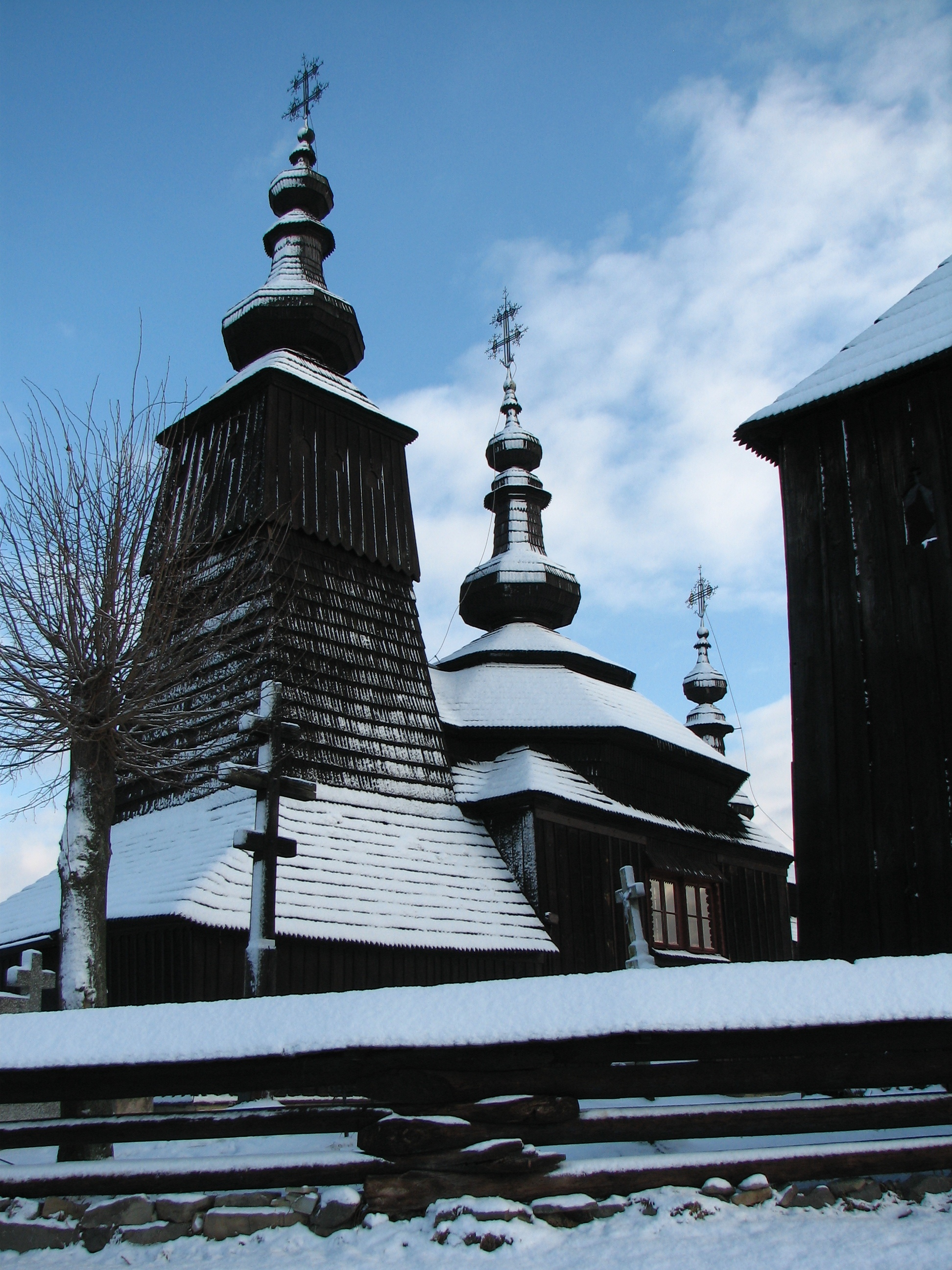
Igreja Ortodoxa Grega de Arcanjo San Miguel em Ladomirová.
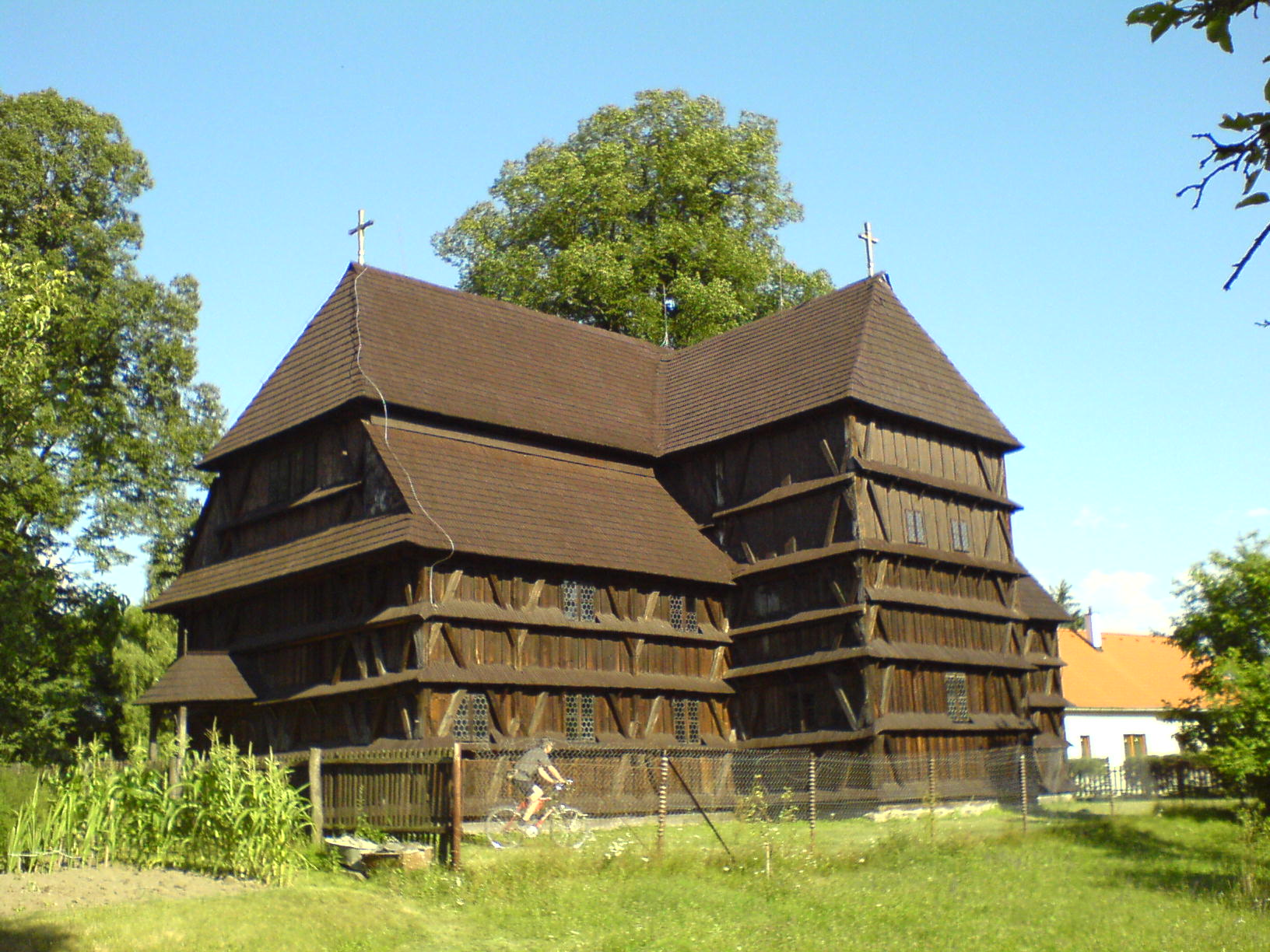
Igreja Protestante em Hronsek.
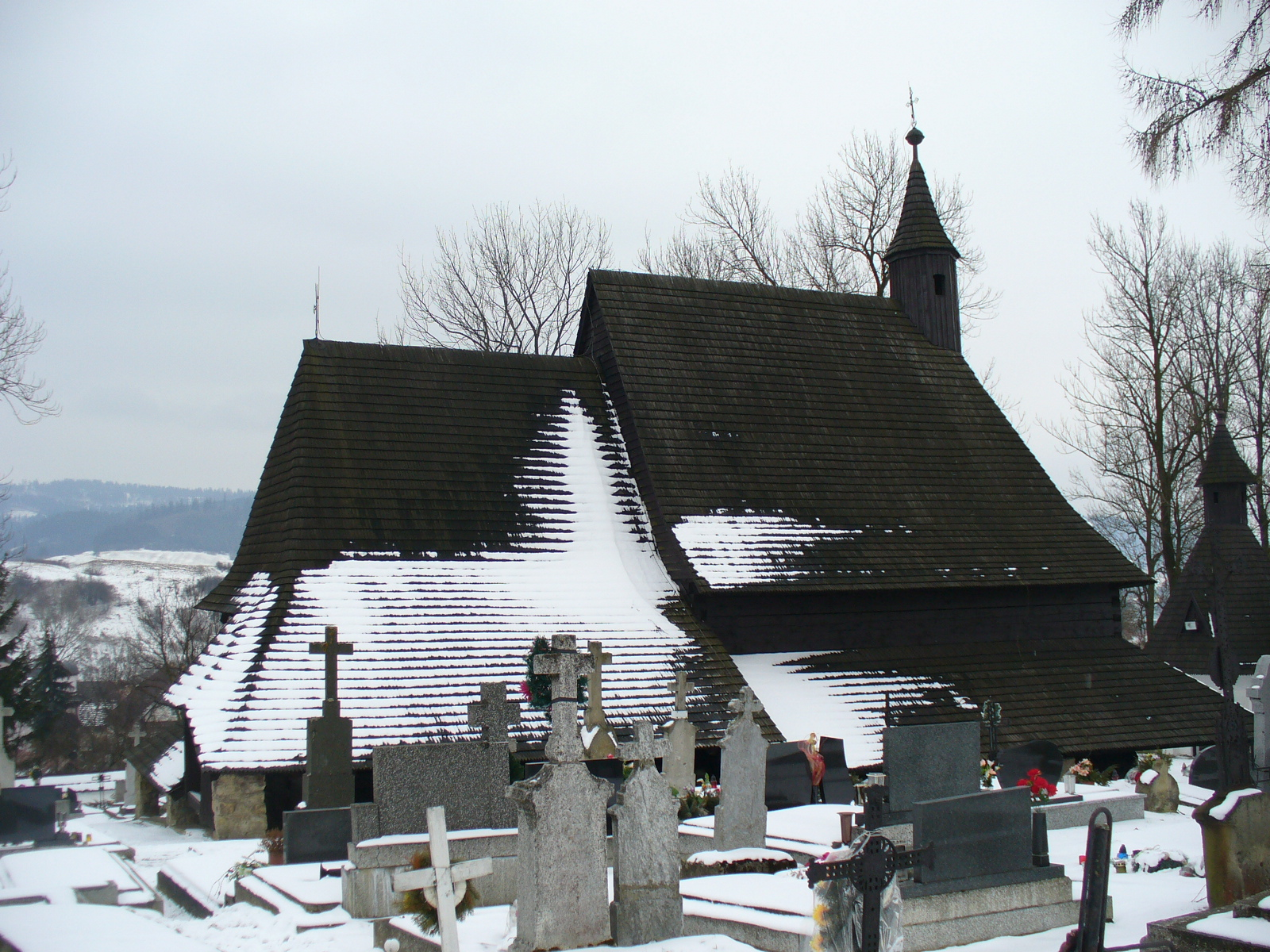
Igreja Católica de todos os Santos em Tvrdošín.